# Cabaletto
Cabaletto, auch Cabolletto, war eine silberne Scheidemünze in Genua. Sie wurde auch Reiterchen genannt, da ein Bild eines Reiters die Münze zierte.
Der Wert sollte 6 2/3 Soldi (alte) oder 80 Denari betragen haben. Drei Cabaletti ergaben 1 Lira.